# Hi-Teknology²: The Chip
Hi-Teknology²: The Chip è il secondo album del produttore hip hop statunitense Hi-Tek, pubblicato nel 2006. Collaborano all'album, tra gli altri, suo figlio Lil' Tone, Nas, Common, Ghostface Killah, The Game, Busta Rhymes, Jadakiss, Kurupt, Q-Tip, Raekwon, Talib Kweli, Papoose, Xzibit, Bun B e J Dilla.
| Recensione | Giudizio |
| ---------- | -------- |
| AllMusic   | [ 1 ]    |
| RapReviews | [ 2 ]    |
| XXL        | [ 3 ]    |

## Tracce
1. The Oracle Intro – 0:16
2. The Chip – 1:41
3. Keep It MOving (featuring Dion, Kurupt & Q-Tip) – 4:01
4. Think I Got a Beat (featuring Lil' Tone) – 1:36
5. Can We Go Back (featuring Ayak & Talib Kweli) – 3:24
6. Josephine (featuring Ghostface Killah, Pretty Ugly & The Willie Cottrell Band) – 4:42
7. March (featuring Busta Rhymes) – 4:02
8. Where It Started At (NY) (featuring Dion, Jadakiss, Papoose, Raekwon & Talib Kweli) – 4:45
9. 1-800-HOMICIDE (featuring Dion & The Game) – 1:45
10. Money Don't Make U Rich (featuring Strong Arm Steady, Xzibit, Phil da Agony, Mitchy Slick & Krondon) – 3:26
11. Baby We Can Do It (featuring Haze & Nok) – 3:37
12. Let It Go (featuring Dion & Talib Kweli
Donte & Main Flow) – 3:55
13. People Going Down (featuring The Willie Cottrell Band) – 2:50
14. So Tired (featuring Bun B, Devin the Dude & Pretty Ugly) – 4:52
15. Music for Life (featuring Busta Rhymes, Common, J Dilla, Marsha Ambrosius & Nas) – 6:48

## Classifiche
| Classifica (2006)         | Posizione massima |
| ------------------------- | ----------------- |
| Stati Uniti               | 38                |
| US Digital Albums         | 18                |
| US Independent Albums     | 2                 |
| US Top Rap Albums         | 4                 |
| US Top R&B/Hip-Hop Albums | 8                 |